# Valqueire Tênis Clube
Valqueire Tênis Clube é um clube brasileiro situado na Rua dos Miosótis, 53, Vila Valqueire, Rio de Janeiro, RJ.
Fundado em 8 de agosto de 1963, o clube é considerado tradicional no bairro, e é notório por ter sido o clube em que o jogador brasileiro Ronaldo Luís Nazário de Lima jogou suas primeiras partidas de futsal. Quando o jogador tinha nove anos, e disputava uma partida de futebol de salão nas categorias de base, estava no banco de reservas, quando seu time perdia para o Club de Regatas Vasco da Gama por 2 a 0, e após a sua entrada em quadra, fez quatro gols, fazendo com que o Valqueire vencesse por 5 a 4, a partir daí, tornou-se titular. 
Apesar do nome, o clube não possui quadras de tênis.